# Kathleen Heddle
Kathleen Joan Heddle (Trail, 25 november 1965 - Vancouver, 11 januari 2021) was een Canadees roeister. Heddle maakte haar debuut tijdens de wereldkampioenschappen roeien 1989 met een vierde plaats in de vier-zonder-stuurvrouw. Heddle won tijdens de wereldkampioenschappen roeien 1991 zowel goud in de twee-zonder-stuurvrouw als in de acht. Een jaar later werd Heddle olympisch kampioen zowel in de twee-zonder-stuurvrouw als in de acht tijdens de Olympische Zomerspelen 1992. Tijdens de wereldkampioenschappen roeien 1995 werd Heddle wereldkampioen in de dubbel-twee en won ze de zilveren medaille in de dubbel-vier. Een jaar later werd  Heddle olympisch kampioen in de dubbel-twee en won ze de bronzen medaille in de dubbel-vier.
In 2015 kreeg Heddle borst- en lymfeklierkanker. Hieraan overleed zij in januari 2021 op 55-jarige leeftijd.

## Resultaten
- Wereldkampioenschappen roeien 1989 in Bled 4e in de vier-zonder-stuurvrouw
- Wereldkampioenschappen roeien 1990 in Barrington 4e in de vier-zonder-stuurvrouw
- Wereldkampioenschappen roeien 1991 in Wenen  in de twee-zonder-stuurvrouw
- Wereldkampioenschappen roeien 1991 in Wenen  in de acht
- Olympische Zomerspelen 1992 in Barcelona  in de twee-zonder-stuurvrouw
- Olympische Zomerspelen 1992 in Barcelona  in de acht
- Wereldkampioenschappen roeien 1994 in Indianapolis  in de dubbel-twee
- Wereldkampioenschappen roeien 1994 in Indianapolis 7e in de acht
- Wereldkampioenschappen roeien 1995 in Tampere  in de dubbel-twee
- Wereldkampioenschappen roeien 1995 in Tampere  in de dubbel-vier
- Olympische Zomerspelen 1996 in Atlanta  in de dubbel-twee
- Olympische Zomerspelen 1996 in Atlanta  in de dubbel-vier

1976: Sijka Kelbetsjeva & Stojanka Groejtsjeva ·
1980: Ute Steindorf & Cornelia Klier ·
1984: Rodica Arba & Elena Horvat ·
1988: Rodica Arba & Olga Homeghi ·
1992: Marnie McBean & Kathleen Heddle ·
1996: Megan Still & Kate Slatter ·
2000: Georgeta Damian & Doina Ignat ·
2004: Georgeta Damian & Viorica Susanu ·
2008: Georgeta Andrunache-Damian & Viorica Susanu ·
2012: Helen Glover & Heather Stanning ·
2016: Helen Glover & Heather Stanning ·
2020: Grace Prendergast & Kerri Gowler ·
2024: Ymkje Clevering & Veronique Meester
1976: Svetla Otsetova & Zdravka Jordanova ·
1980: Jelena Chloptseva & Larissa Popova ·
1984: Marioara Popescu & Elisabeta Oleniuc ·
1988: Birgit Peter & Martina Schröter ·
1992: Kerstin Köppen & Kathrin Boron ·
1996: Marnie McBean & Kathleen Heddle ·
2000: Jana Thieme & Kathrin Boron ·
2004: Georgina Evers-Swindell & Caroline Evers-Swindell ·
2008: Georgina Evers-Swindell & Caroline Evers-Swindell ·
2012: Katherine Grainger & Anna Watkins   ·
2016: Magdalena Fularczyk-Kozłowska & Natalia Madaj ·
2020: Nicoleta-Ancuța Bodnar & Simona Radiș ·
2024: Brooke Francis & Lucy Spoors
1976: Goretzki & Knetsch & Richter & Ahrenholz & Kallies & Ebert & Lehmann & Müller & Wilke ·
1980: Boesler & Neisser & Köpke & Schütz & Kühn & Richter & Sandig & Metze & Wilke ·
1984: O'Steen & Metcalf & Bower & Graves & Flanagan & Norelius & Thorsness & Keeler & Beard ·
1988: Strauch & Zeidler & Haacker & Wild & Kluge & Schröer & Balthasar & Stange & Neunast ·
1992: Barnes & Taylor & Delehanty & Crawford & McBean & Worthington & Monroe & Heddle & Thompson ·
1996: Tănase & Cochelea & Gafencu & Spîrcu & Olteanu & Lipă & Popescu & Ignat & Georgescu ·
2000: Damian & Susanu & Olteanu & Cochelea & Dumitrache & Lipă & Gafencu & Ignat & Georgescu ·
2004: Florea & Susanu & Bărăscu & Papuc & Gafencu & Lipă & Damian & Ignat & Georgescu ·
2008: Cafaro & Cummins & Davies & Francia & Goodale & Lind & Logan & Shoop & Whipple ·
2012: Cafaro & Francia & Lofgren & Ritzel, Musnicki & Logan & Lind, Davies & Whipple ·
2016: Elmore & Gobbo & Logan & Musnicki, Polk & Regan & Schmetterling & Simmonds & Snyder ·
2020: Roman & Gruchalla-Wesierski & Roper & Proske & Grainger & Mailey & Payne & Wasteneys & Kit ·
2024: Rusu & Anghel & Bodnar & Lehaci & Adam & Bereș & Vrînceanu & Radiș & Petreanu